# Звоницкий, Эдуард Моисеевич
Эдуа́рд Моисе́евич Звони́цкий (укр. Едуард Звоницький; родился 27 января 1938 года в Харькове — 26 ноября 2009) — русский и украинский писатель.

## Биография
Эдуард Звоницкий родился в семье харьковских инженеров. После начала Великой Отечественной войны отец, Моисей Самсонович Звоницкий, призывается в армию, где служит до 1946 года. Эдуард же остаётся в Харькове с матерью, Елизаветой Семёновной Черняк. В октябре 1941 года мать с бабушкой и Эдуардом эвакуируются в Ташкент, где в 1945 году он начинает обучение в среднеобразовательной школе № 9. В послевоенные годы семья возвращается в Харьков.
После окончания школы некоторое время проработал токарем в Коминтерновском трамвайном депо города Харькова, но затем поехал учиться в Москву. Там поступил на зоотехнический факультет Московской ветеринарной академии. Получив диплом зоотехника, проучился на биологическом факультете Московского государственного университета имени М. В. Ломоносова, а затем и на факультете журналистики. Работал зоотехником в совхозах Московской области, Северо-Казахстанской области, Целинного края и Харьковской области. Затем работал научным сотрудником и заведующим отделом в Харьковском зоопарке.
Ещё работая токарем начал печатать первые рассказы в газете «Харьковский электротранспорт». В сентябре 1962 года в киевском журнале «Днипро» была напечатана повесть укр. «Дні нашого життя». Через несколько месяцев эту же повесть издательство «Молодь» выпустило отдельной книгой. Первой публикацией в центральной печати стала публикация очерка «Рассказ о двух комсомольских путёвках» в журнале «Смена» в 1963 году. В дальнейшем активно печатался в газетах и журналах Советского Союза, публиковался в таких издательствах как «Молодая гвардия», «Детская литература», «Физкультура и спорт», «Здоровье», «Оригинал», «Прапор» и других.
В 2000-х годах проживал по улице Иванова, 13 в Нагорном районе.
Часто выступал как писатель перед учениками средних школ.
Скончался ранним утром 26 ноября 2009 года во время ежедневной утренней пробежки в городском саду Шевченко.

## Произведения
На ноябрь 2009 года было издано более ста сорока наименований книг автора общим тиражом более четырёх миллионов экземпляров. На 2002 год было издано 113 наименований.

### Краеведческая литература
: Про Харьков:
- Э. М. Звоницкий, А. Лейбфрейд. Госпром. — М.: Стройиздат, 1992. — 80 с. — 3000 экз. — ISBN 5-274-0861-0.
- Э. М. Звоницкий, Д. Стрелков. Секреты зоопарка. — Харьков: Лівий берег, 1992. — 96 с. — 60 000 экз. — ISBN 5-7707-2962-7.
- Э. М. Звоницкий. Защитник Отечества. 60 лет Великой Победы. 1945—2005. — Харьков: Наш городок, 2005. — 284 с. — ISBN 5-88590-272-2.
- Э. М. Звоницкий, В. Матвиенко. Зелёный города наряд. — Харьков: Наш городок, 2004. — 152 с. — (350 лет Харькову).
- Э. М. Звоницкий. Наш Харьков. — Белгород: Везелица, 2009. — 124 с. — (355 лет Харькову). — ISBN 5-7707-6658-42.

: Про Москву:
- Э. М. Звоницкий. Ворота Москвы. — Белгород: Везелица, 1999. — 40 с. — (Столицы мира). — 100 000 экз. — ISBN 5-7707-6658-14.

### Детская художественная литература
- Э. М. Звоницкий. Интеллект на орбите. — Белгород: Везелица, 2002. — 88 с. — (Приключения. Фантастика). — ISBN 5-7707-6658-43.
- Э. М. Звоницкий. Азбука цветов. — Белгород: Везелица, 1998. — ISBN 5-85949-007-89.